# قشلاق ایری‌دره حاج چاپار
قشلاق ایری‌دره حاج چاپار یک منطقهٔ مسکونی در ایران است که در دهستان قشلاق غربی واقع شده‌است.